# Магомедалієва Зенфіра Рамазанівна
Зенфіра Рамазанівна Магомедалієва (8 лютого 1988 , Ibragimotard, Дагестанська АРСР ) — російський боксер-любитель. Дворазова чемпіонка світу (2014 року, 2019), дворазова чемпіонка Європи (2016, 2019), чотириразова чемпіонка Росії (2013, 2015 року, 2016, 2020). Виступає у ваговій категорії понад 81 кг. Бронзова призерка літніх Олімпійських ігор 2020 року в Токіо.

## Біографія
Народилася 8 лютого 1988 року в Тляратинському районі Дагестанської АРСР.
Під час навчання в Дагестанському педагогічному університеті, виступала за збірну Дагестану зі штовхання ядра. Потім почала займатися боксом у тренера Олексія Шахсінова. В даний час тренується у Сухраба Манапова.
У листопаді 2014 року Зенфіра Магомедалієва завоювала золоту медаль на чемпіонаті світу з боксу серед жінок, який проходив в південнокорейському Чеджу. На шляху до «золота» Зенфірі довелося битися з азербайджанкою Айнур Рзаєвою, індіанкою Кавітою, китаянкою Шіджін Ванг, казашкою Ляззат Кунгейбаевою.
Зенфіра Магомедалієва стала першою в спортивній історії Дагестану переможницею чемпіонату світу з боксу серед жінок. Вітальну телеграму їй направив Президент Росії Володимир Путін.
У березні 2015 року в фіналі чемпіонату Росії з боксу серед жінок у Саранську Зенфіра перемогла Ельміру Рамазанову.
Передолімпійський чемпіонат світу 2019 року, який відбувся в Улан-Уде в жовтні 2019-го, спортсменка завершила фінальним поєдинком, перемігши турецьку боксерку Еліф Гюнер за одноголосним рішенням суддів. У результаті на одинадцятому чемпіонаті світу з боксу серед жінок вона завоювала другий титул чемпіонки світу.
На Олімпійських іграх в Токіо, які проходили влітку 2021 року російська спортсменка у ваговій категорії до 75 кг зуміла дійти до півфіналу. У півфіналі поступилася Лі Цянь і завоювала бронзову медаль.
Наказом міністра спорту № 109-нг від 3 серпня 2015 року Зенфірі присвоєно спортивне звання майстер спорту Росії міжнародного класу .

## Досягнення
- 1 місце — Чемпіонат світу з боксу серед жінок (Чеджу, 2014 рік).
- 1 місце — Чемпіонат Європи з боксу середовищ жінок (Софія, 2016 рік).
- 1 місце — Чемпіонат Європи з боксу серед жінок (Мадрид, 2019 рік).
- 1 місце — Чемпіонат Росії з боксу серед жінок (Саранськ, 2015 рік).

### Виступи на Олімпіадах
| Олімпіада  | Дисципліна      | Місце |
| ---------- | --------------- | ----- |
| Токіо 2020 | бокс (до 75 кг) | 3     |